# Jean-Joseph Sanfourche
Jean-Joseph Sanfourche (Bordeaux, 25 juni 1929 – Saint-Léonard-de-Noblat, 13 maart 2010) was een Franse schilder, dichter, tekenaar en beeldhouwer.
Sanfourche behoorde tot de stroming van de Art brut en was bevriend met Gaston Chaissac, Jean Dubuffet en Robert Doisneau, met wie hij allemaal een correspondentie onderhield.

## Biografie
Jean-Joseph woonde tot 1932 in Talence. Daarna werd zijn vader Arthur Sanfourche, die testpiloot en mecanicien was op de vliegbasis van Merignac, overgeplaatst naar Rochefort in Charente-Maritime, en vervolgens naar vliegbasis 274 Limoges-Romanet, waar hij de mecanicien van de luchtvaartpionier Maryse Bastié werd. In 1940 kwam Sanfourche voor het eerst samen met zijn ouders aan in Limousin.
In 1942 werd hij samen met zijn familie opgepakt door de Gestapo. Zijn vader, die lid was van het Franse verzet, werd in 1943 gefusilleerd. Hij en zijn moeder werden vrijgelaten en naar Limoges verscheept. De adolescent, die onder voogdij was geplaatst, studeerde vervolgens boekhouden. Tot het overlijden van zijn moeder in 1960 woonde Sanfourche met haar in de rue Montplaisir in Limoges.
In de jaren net na de oorlog ging hij om te ontsnappen naar Auvers-sur-Oise, in de sporen van Vincent van Gogh, of naar de omgeving van de kliniek in Ivry-sur-Seine waar Antonin Artaud was opgenomen. Zijn werk (accountant, bedrijfsleider) bracht hem naar Brive, naar Algiers en naar Parijs. In de Périgord woonde hij eerst in Belvès en daarna in Bourdeilles. Hij bracht twintig jaar in Parijs door, waar hij een aantal jaren werkzaam was bij het ministerie van Buitenlandse Zaken. Daar werd hij belast met het onderbrengen van Afrikaanse beursstudenten op Franse universiteiten. Vervolgens woonde hij zo'n tien jaar in Solignac en daarna, vanaf 1975, in Saint-Léonard-de-Noblat.
De laatste tien jaar van zijn leven was Sanfourche nauw betrokken bij de Gemeenschap van de Zaligsprekingen, maar was hij ook lid van de broederschap van Saint-Léonard, die als missie heeft de heilige Leonardus te eren.
In 1992 werd hij door de Franse president François Mitterrand benoemd tot ridder in het Legioen van Eer.
Jean-Joseph Sanfourch stierf in 2010 aan de gevolgen van alvleesklierkanker in het ziekenhuis van Saint-Léonard-de-Noblat. Hij ligt samen met zijn ouders begraven op de begraafplaats Louyat in Limoges.
Sanfourche heeft bijna achttien jaar lang met Jean Dubuffet gecorrespondeerd. Zijn tekeningen bevinden zich in het museum Collection de l’art brut in Lausanne, in het museum voor moderne kunst van Parijs, in het museum voor naïeve kunst in het Musée du Vieux-Château in Laval, in de Collection Neuve Invention in Lausanne, in La Fabuloserie in Dicy.

## Werk
Sanfourche heeft schilderijen, beeldhouwwerken, brandschilderingen en totempalen gemaakt. Hij gebruikte menselijke botten als steunen. In zijn werken zijn de glimlachende kleine mannetjes met grote ogen te zien die hij van Gaston Chaissac overnam. Een opvallend kenmerk van zijn schilderijen is dat hij zijn handtekening in zijn kunst heeft verwerkt.
Hij had ook een grote behoefte aan erkenning. Aan het einde van zijn leven gebruikte hij talloze manieren om opgemerkt te worden: zo verzon hij dat zijn vader tijdens de Eerste Wereldoorlog gefusilleerd zou zijn.
Tussen 1980 en 2000 kreeg Sanfourche een groter publiek. Hij nam deel aan talloze internationale tentoonstellingen: in 1990 in New York (Neuve Invention, een reizende voorstelling, naam gegeven aan de collectie van werken die tot de Art brut horen), daarna bij Jacques Karamanoukian, in diens galerij in Michigan, in Castellanza, vlak bij Milaan, bij Guy Joussement, bij de Impatients in Montréal en zelfs in Korea, Japan, Rusland, de Verenigde Staten en Quebec. Vanaf 1984 stelde de schilder en galerijhouder Enzo Pagani zijn werk regelmatig tentoon. In Frankrijk bezit het Musée de la Création franche in Bègles, dat wordt geleid door Gérard Sendrey, veel van zijn werken (brandschilderingen, beschilderde stenen, schilderijen, enz.).

## Eerbetoon
- 2013: feestelijke opening van het nieuwe Sanfourchecentrum in het ziekenhuis van Saint-Léonard-de-Noblat.

## Filmografie
- Christophe Gatineau, Ik, Sanfourche, 2005. 53 min. De eerste langere documentaire gewijd aan Jean-Joseph Sanfourche, gepresenteerd tijdens een voorpremière bij de Unesco bij de feestelijke opening van de mondiale week voor het Onderwijs voor iedereen. Uitgezonden op KTO en op DVD uitgebracht
- Francis Magnenot, Sanfourche, 1000 gezichten, 2004. 45 min. – Tijdens het retrospectief dat aan hem werd gewijd in de galerie des Hospices in Limoges in 2003, gaf Sanfourche inkijk in zijn privé- en artistieke leven. De film was genomineerd in 2004 op het internationale Filmfestival van de UNESCO (FIFAP) en is uitgebracht op DVD met extra materiaal, duur 1:30 uur.

- Bibliothèque nationale de France: cb12698209x (data)
- Gemeinsame Normdatei: 129005479
- International Standard Name Identifier: 0000 0000 7834 8702
- Library of Congress Control Number: nb99130201
- Système universitaire de documentation: 050630008
- Virtual International Authority File: 69996689
- WorldCat: E39PBJyWVFgkMC4KmJT4VX3mh3